# Andrzej Matczewski
Andrzej Matczewski (ur. 11 października 1941 w Mikołowie) – profesor tytularny nauk ekonomicznych w zakresie zarządzania, profesor zwyczajny w Uniwersytecie Jagiellońskim, Kierownik Katedry Organizacji i Zarządzania w Wydziale Zarządzania i Komunikacji Społecznej UJ, autor licznych publikacji naukowych i specjalistycznych, menedżer i konsultant w przemyśle.

## Życiorys
Ukończył w 1965 r. studia na Wydziale Elektrycznym Politechniki Śląskiej, w 1971 r. uzyskał doktorat, a w 1976 r. habilitację na Politechnice Śląskiej. W latach 1966–1976 zatrudniony był jako pracownik naukowo-dydaktyczny w tej uczelni.
W okresie 1976–1981 pełnił funkcję dyrektora Zakładu Problemów Organizacji i Zarządzania Polskiej Akademii Nauk (PAN). W latach 1979–1982 był Sekretarzem Naukowym Komitetu Nauk Organizacji i Zarządzania PAN, sprawował także funkcję przewodniczącego Oddziału Śląskiego Towarzystwa Naukowego Organizacji i Kierownictwa.
Utrzymywał żywe kontakty zawodowe z francuskimi instytucjami badawczo-naukowymi. W latach 1972–1973 pracował jako badacz kontraktowy w Électricité de France (Centre de Recherche w Clamart, Francja). W okresie 1981–1987 przebywał w Paryżu i pełnił funkcję wicedyrektora ds. kontaktów naukowych Stacji Naukowej PAN w Paryżu. W latach 1982–1983 i 1985 –1986 wykładał w Institut d’Administration Publique auprès du Premier Ministre w Paryżu (problematyka nowych technologii i transferu), i prowadził zajęcia seminaryjne w Uniwersytecie Paris IX (Dauphine). W 1986 był badaczem kontraktowym w Narodowym Centrum Badań Naukowych (CNRS) w Paryżu. Był członkiem Association Française de la Cybérnetique Economique et Technique. W latach 1989–2002 współpracował z francuskimi wyższymi szkołami zarządzania, m.in. Uniwersytetem w Strasburgu.
W 1991 r. otrzymał tytuł naukowy profesora nauk ekonomicznych w zakresie zarządzania nadany przez Prezydenta RP. Od okresie 1991–1998 pracował jako profesor w Centrum Badań Przedsiębiorczości i Zarządzania PAN w Warszawie oraz wykładał w Wyższej Szkole Przedsiębiorczości i Zarządzania im. L. Koźmińskiego w Warszawie. Był jednym z trzech założycieli Wyższej Szkoły Zarządzania i Nauk Społecznych w Tychach (1996) i był kierownikiem Katedry Zarządzania w tej uczelni do 2014 r.
W latach 1995–1996 pełnił funkcję kierownika Katedry Zarządzania i Projektowania Organizacji w Szkole Zdrowia Publicznego Collegium Medicum Uniwersytetu Jagiellońskiego w Krakowie, a od 1997 był profesorem zwyczajnym w Wydziale Zarządzania i Komunikacji Społecznej UJ (WZiKS), oraz Kierownikiem Katedry Zarządzania Strategicznego i Technologiami (1997–2002), a następnie Kierownikiem Katedry Organizacji i Zarządzania (od 2003 do lutego 2015 r.). W latach 2003–2009 pełnił funkcję Przewodniczącego Rady Instytutu Ekonomii i Zarządzania WZiKS UJ. Od 1 października 2015 prof. zwyczajny w Akademii Ignatianum w Krakowie.
Od 1989 r. prowadził działalność jako doradca i menedżer w przemyśle, a także zajmował stanowiska Wiceprezesa Zarządu Huty Pokój SA, członka Rady Nadzorczej giełdowej spółki Fasing SA oraz od 2013 r. – członka Rady Nadzorczej Shadong Liangda-Fasing Round Link Chain Co.Ltd. (ChRL).
W roku 2003 został członkiem zespołu ekspertów ds. oceny projektów offsetowych, powołanego przez Ministra Nauki, natomiast w latach 2003–2005 pełnił funkcję przewodniczącego Pilotażowego Narodowego Programu Foresight „Zdrowie i Życie”, a w latach 2006–2007 Przewodniczącego Komitetu Sterującego Narodowego Programu Foresight. Pracował również jako kierownik i realizator projektów w ramach programów Phare SCI-TECH I i II.
Interesuje się sztuką. Żonaty, posiada jedno dziecko.
W 2001 r. założył Fundację na Rzecz Rozwoju Sztuk Wizualnych, która organizuje m.in. festiwal „Miesiąc Fotografii w Krakowie”.

## Publikacje
Autor i współautor książek:
- Janiczek R., Matczewski A.: Zarys elektrowni. Wydawnictwo uczelniane Politechniki Śląskiej, skrypt nr 800, Gliwice 1979
- Matczewski A.: Zarządzanie gospodarką energetyczną w przedsiębiorstwie przemysłowym. Zagadnienia wybrane. Wydawnictwa Naukowo-Techniczne, Warszawa 1985. ISBN 83-204-0681-1.
- Matczewski A.: Zarządzanie produkcją przemysłową. Problemy. Metody. Środki. Państwowe Wydawnictwo Ekonomiczne, Warszawa 1990. ISBN 83-208-0730-1.
- Matczewski A.: Zarządzanie produkcją. W: Zarządzanie. Teoria i praktyka. Pod red. A.K. Koźmińskiego i W. Piotrowskiego. Wydawnictwo Naukowe PWN, Warszawa 1994. ISBN 83-01-11843-1.
- Matczewski A.: Zarządzanie projektem. W: Zarządzanie. Teoria i praktyka. Pod red. A.K. Koźmińskiego i W. Piotrowskiego. Wydanie V, zmienione. Wydawnictwo Naukowe PWN, Warszawa 2002. ISBN 83-01-13307-4.
- Matczewski A.: Praca i zarządzanie w sieciach. W: Praca i zarządzanie w sieciach. Pod red. A. Matczewskiego. Śląskie Wydawnictwo Naukowe WSZiNS, Tychy 2003, ISBN 83-89055-18-X.
- Matczewski A, pod red.: Problemy współczesnego zarządzania. Zeszyty Naukowe Uniwersytetu Jagiellońskiego. Wydawnictwo UJ, Kraków, 2001. ISBN 83-23314-59-4.
- Matczewski A.: Problemy dostosowania nauczania i badań naukowych w szkołach wyższych do potrzeb przedsiębiorstw przemysłowych w warunkach globalizacji. W: Wyzwania zarządzania jakością w szkołach wyższych. Pod red. T. Wawaka. Wydawnictwo Uniwersytetu Jagiellońskiego, Kraków 2001. ISBN 978-83-233-3210-1.